# 线舌紫菀
线舌紫菀（学名：Aster bietii）为菊科紫菀属的植物，为中国的特有植物。分布于中国大陆的西藏、云南等地，生长于海拔3,300米至4,570米的地区，多生长于沙地、亚高山山坡草地、高山和石砾地，目前尚未由人工引种栽培。